# Alice Giai
Alice Giai (Torino, 9 gennaio 2003) è una calciatrice italiana, centrocampista del Bologna, in prestito dalla Juventus.

## Carriera
Alice Giai nasce e cresce nelle giovanili della Juventus, squadra per cui ha indossato la fascia da capitano nella squadra Primavera.
Ha debuttato in prima squadra il 18 ottobre 2020, subentrando all'87' di Pink Bari-Juventus, incontro di Serie A vinto 0-4 dalle bianconere. Nel corso della stagione ha disputato anche due gettoni in Coppa Italia.
Durante la stagione 2021-2022 si riconferma un punto fisso della formazione Primavera, venendo nuovamente convocata in prima squadra per effettuare altre due presenze in Coppa Italia. 
Nell'estate del 2022 Giai viene girata in prestito al Verona, in Serie B, ove collezione 26 presenze realizzando la sua prima rete in un campionato maggiore, quella del definitivo 2-4 inflitto al Ravenna nell'ultima giornata di campionato.
Il 2 agosto 2023, viene nuovamente ceduta in prestito, questa volta al Napoli, in massima serie. Il 22 luglio 2024, il suo prestito al club partenopeo viene rinnovato per un'altra stagione.
L'8 gennaio 2025, viene richiamata dal prestito e ceduta con la stessa formula al Bologna, nella serie cadetta.

## Statistiche
Statistiche aggiornate all'8 gennaio 2025.

### Presenze e reti nei club
| Stagione        | Squadra         | Campionato      | Campionato | Campionato | Coppe nazionali | Coppe nazionali | Coppe nazionali | Coppe continentali | Coppe continentali | Coppe continentali | Altre coppe | Altre coppe | Altre coppe | Totale | Totale |
| Stagione        | Squadra         | Comp            | Pres       | Reti       | Comp            | Pres            | Reti            | Comp               | Pres               | Reti               | Comp        | Pres        | Reti        | Pres   | Reti   |
| --------------- | --------------- | --------------- | ---------- | ---------- | --------------- | --------------- | --------------- | ------------------ | ------------------ | ------------------ | ----------- | ----------- | ----------- | ------ | ------ |
| 2020-2021       | Juventus        | A               | 1          | 0          | CI              | 2               | 0               | UWCL               | 0                  | 0                  | SI          | -           | -           | 3      | 0      |
| 2021-2022       | Juventus        | A               | 0          | 0          | CI              | 2               | 0               | UWCL               | 0                  | 0                  | SI          | -           | -           | 2      | 0      |
| Totale Juventus | Totale Juventus | Totale Juventus | 1          | 0          |                 | 4               | 0               |                    | 0                  | 0                  |             | -           | -           | 5      | 0      |
| 2022-2023       | Verona          | B               | 26         | 1          | CI              | 2               | 0               | -                  | -                  | -                  | -           | -           | -           | 28     | 1      |
| 2023-2024       | Napoli          | A               | 14+2       | 0          | CI              | 2               | 0               | -                  | -                  | -                  | -           | -           | -           | 18     | 0      |
| 2024-gen. 2025  | Napoli          | A               | 9          | 0          | CI              | 2               | 0               | -                  | -                  | -                  | -           | -           | -           | 11     | 0      |
| Totale Napoli   | Totale Napoli   | Totale Napoli   | 23+2       | 0          |                 | 4               | 0               |                    | 0                  | 0                  |             | -           | -           | 29     | 0      |
| gen.-giu. 2025  | Bologna         | B               | 0          | 0          | CI              | 0               | 0               | -                  | -                  | -                  | -           | -           | -           | 0      | 0      |
| Totale carriera | Totale carriera | Totale carriera | 52         | 1          |                 | 10              | 0               |                    | 0                  | 0                  |             | -           | -           | 62     | 1      |

## Palmarès
- Campionato italiano: 2

Juventus: 2020-2021, 2021-2022
- Coppa Italia: 1

Juventus: 2021-2022
- Supercoppa italiana: 1

Juventus: 2021